# Willem Frederik Donath
Willem Frederik Donath (Wormerveer, 25 juni 1889 – Den Dolder, 21 februari 1957) was een Nederlands fysioloog en hygiënist.

## Biografie
Donath bezocht het lyceum in Wageningen en studeerde aansluitend farmacie aan de Universiteit Utrecht. Van 1910 tot 1919 studeerde hij in Zürich waar hij in 1917 bij Alfred Werner promoveerde in de scheikunde.
In 1921 vertrok hij naar Nederlands-Indië en was daar natuurwetenschappelijk ambtenaar bij de dienst der volksgezondheid in Batavia. Van 1921 tot 1927 was hij werkzaam op het Geneeskundige Laboratorium in Weltevreden. Het was in deze periode dat nauw samenwerkte met Barend Coenraad Petrus Jansen. In 1926 slaagde hij en Jansen erin om uit honderden kilogrammen rijstzemelen één gram vitamine B1 in gekristalliseerde vorm te isoleren. Daarvoor had Christiaan Eijkman aangetoond dat een tekort aan deze voedingsstof leidt tot ziekte beriberi. Na nog andere functies te hebben vervuld werd hij in 1936 leider van het Instituut van Volksvoeding. Daarnaast was hij, als opvolger van Jansen, hoogleraar in de scheikunde aan de Geneeskundige Hogeschool in Batavia.
In 1939 keerde Donath terug naar Nederland en werd medewerker bij het Instituut voor Moderne Veevoeding "De Schothorst" te Hoogland en vanaf medewerker bij het Nederlands Instituut voor Praeventieve Geneeskunde in Leiden. Daarnaast was hij voorzitter van de voedingsmiddelencommissie en lid van de Natuurwetenschappelijk Raad van Nederlands-Indië.